# Euphorbia griseola
Euphorbia griseola es una especie fanerógama perteneciente a la familia de las euforbiáceas. Es endémica de Zimbabue, Mozambique, Malaui, Sudáfrica y Zambia.

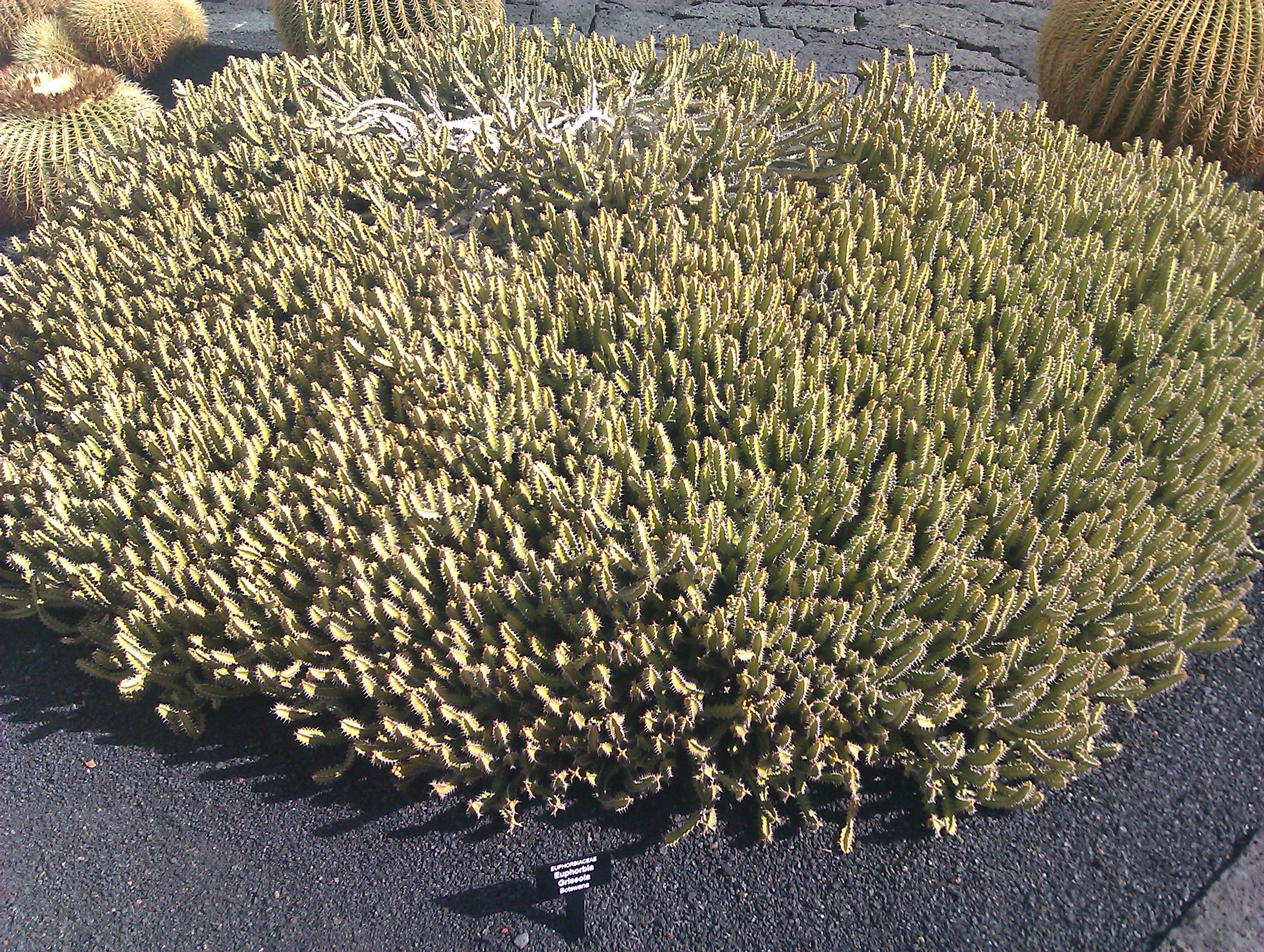
Colonia de Euphorbia griseola

## Descripción
Es un arbusto con o sin tallo muy reducido principal (una mera "corona"), por lo general de menos de 1 m (pero de hasta 2 m) de altura, con ramas 4-6 angulares y ramillas que sólo son, o no, ligeramente constreñidas a distancia de intervalos.

## Ecología
Se encuentra en colinas de granito en bosques de Brachystegia, ampliamente distribuida en colonias un tanto dispersas; a una altitud de 300-1700 metros.
Las plantas exhiben un considerable grado de variación, tanto en el hábitat como en caracteres vegetativos.
Parece que no presentan dificultades inusuales en el cultivo.

## Variedades
- Euphorbia griseola ssp. griseola
- Euphorbia griseola ssp. mashonica L.C.Leach 1967
- Euphorbia griseola ssp. zambiensis L.C.Leach 1967

## Taxonomía
Euphorbia griseola fue descrita por Ferdinand Albin Pax y publicado en Botanische Jahrbücher für Systematik, Pflanzengeschichte und Pflanzengeographie 34: 375. 1904.
Etimología
Euphorbia: nombre genérico que deriva del médico griego del rey Juba II de Mauritania (52 a 50 a. C. - 23), Euphorbus, en su honor – o en alusión a su gran vientre –  ya que usaba médicamente Euphorbia resinifera. En 1753 Carlos Linneo asignó el nombre a todo el género.
griseola: epíteto latino que significa "gris".